# Slayden
Slayden és una població dels Estats Units a l'estat de Tennessee. Segons el cens del 2000 tenia 185 habitants.

## Demografia
Segons el cens del 2000, Slayden tenia 185 habitants, 79 habitatges, i 54 famílies. La densitat de població era de 132,3 habitants/km².
Dels 79 habitatges en un 25,3% hi vivien nens de menys de 18 anys, en un 59,5% hi vivien parelles casades, en un 5,1% dones solteres, i en un 30,4% no eren unitats familiars. En el 27,8% dels habitatges hi vivien persones soles el 17,7% de les quals corresponia a persones de 65 anys o més que vivien soles. El nombre mitjà de persones vivint en cada habitatge era de 2,34 i el nombre mitjà de persones que vivien en cada família era de 2,8.
Per edats la població es repartia de la següent manera: un 19,5% tenia menys de 18 anys, un 5,9% entre 18 i 24, un 29,2% entre 25 i 44, un 27,6% de 45 a 60 i un 17,8% 65 anys o més.
L'edat mediana era de 43 anys. Per cada 100 dones de 18 o més anys hi havia 109,9 homes.
La renda mediana per habitatge era de 36.071 $ i la renda mediana per família de 46.042 $. Els homes tenien una renda mediana de 25.417 $ mentre que les dones 23.125 $. La renda per capita de la població era de 20.189 $. Entorn del 8,2% de les famílies i el 9,7% de la població estaven per davall del llindar de pobresa.

## Poblacions més properes
El següent diagrama mostra les poblacions més properes.